# オノデラユキ
オノデラ ユキ（おのでら ゆき、1962年 - ）は、パリを拠点に活動する日本の写真家。
東京都出身。桑沢デザイン研究所卒業。独学で写真を学び、1992年に第1回キヤノン写真新世紀優秀賞受賞。1993年よりパリに拠点を移す。フランスで最も権威ある写真賞「ニエプス賞」を、日本人としては田原桂一以来2人目の受賞を果たしている。
主な作品シリーズに、空を背景に古着を写す「古着のポートレート」、箱型カメラの内部にビー玉を入れて群衆を撮影した「真珠の作り方」、スウェーデンとスペインにある同じ地名の二つの街をステレオカメラの左右のレンズで写した「Roma-Roma」などがある。

## 受賞歴
- 1992年、第1回キヤノン写真新世紀優秀賞受賞
- 1996年、第21回写真批評家賞 KODAK 審査員特別賞受賞（フランス）
- 2001年、第17回東川賞新人作家賞受賞
- 2002年、日本写真協会新人賞受賞
- 2003年、写真集『カメラキメラ』で第28回木村伊兵衛写真賞受賞
- 2006年、ニセフォール・ニエプス賞受賞（フランス）
- 2011年、写真展『オノデラユキ 写真の迷宮へ』で芸術選奨文部科学大臣賞、第27回東川賞国内作家賞受賞